# Politique à Hong Kong

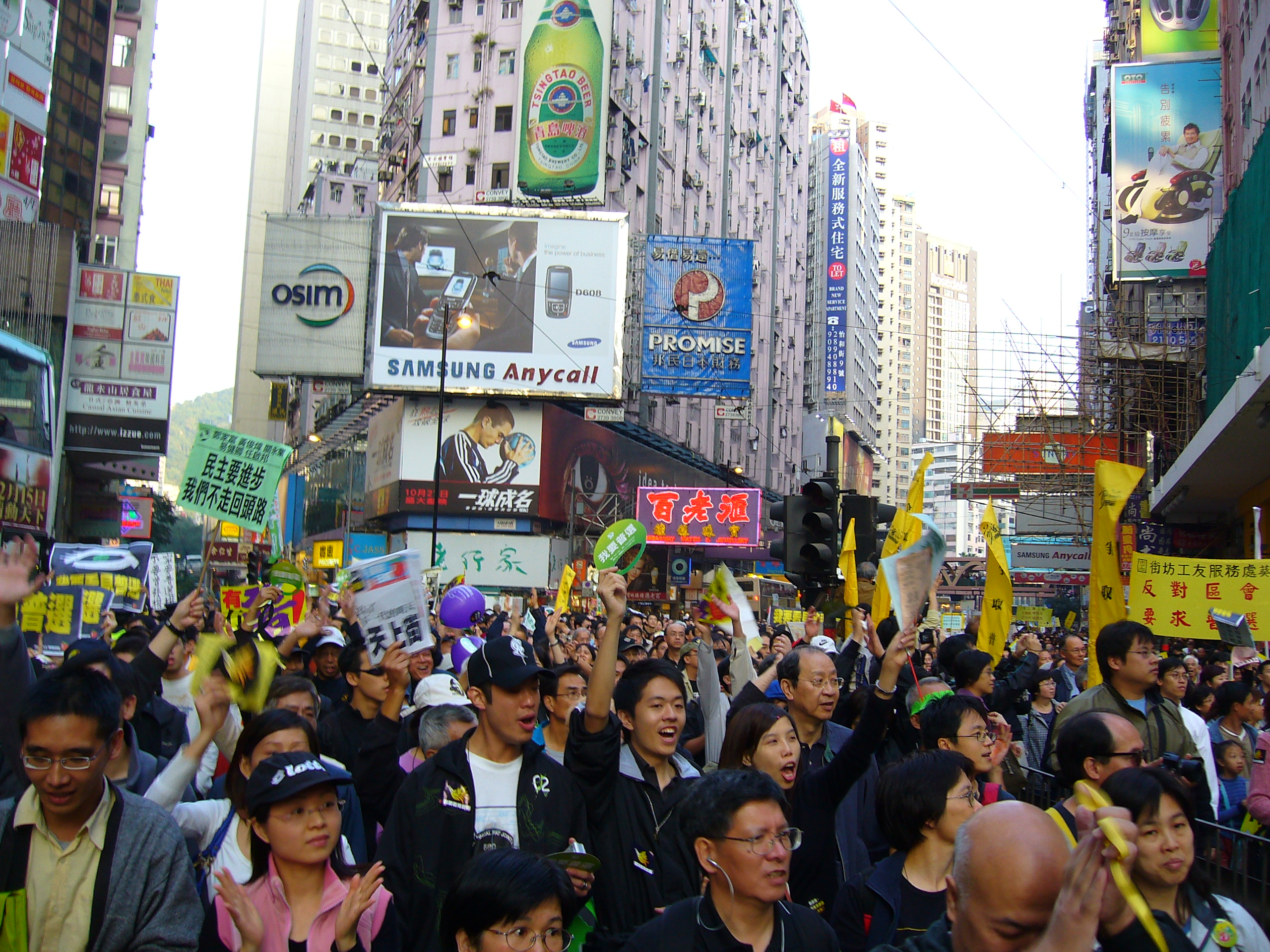
Manifestation pro-démocratie à Hong Kong le 4 décembre 2005.

La politique à Hong Kong a lieu dans un cadre de système politique multipartiste dominé par sa constitution, la Loi fondamentale de la région administrative spéciale de Hong Kong, son propre Conseil législatif et son chef de l'exécutif qui est le chef du gouvernement. Le pouvoir exécutif est exercé par le gouvernement.

## Historique
Le 1er juillet 1997, la souveraineté de Hong Kong est transférée à la République populaire de Chine (RPC), mettant ainsi fin à plus d'un siècle et demi de lois britanniques. Hong Kong devient une Région administrative spéciale (RAS) de la RPC, avec un haut degré d'autonomie dans tous les domaines, à l'exception des affaires étrangères et de la défense, qui restent sous la responsabilité du gouvernement de la RPC.
D'après la Déclaration commune sino-britannique sur la question de Hong Kong (1984) et la Loi fondamentale de la région administrative spéciale de Hong Kong, la commune pourra exercer ses propres systèmes politiques, économiques et judiciaires, ainsi que conserver son propre mode de vie et poursuivre sa participation dans les négociations internationales en tant que territoire indépendant durant au moins 50 ans après la rétrocession. Par exemple, le Comité international olympique reconnait Hong Kong comme un participant indépendant de la République populaire de Chine.
En septembre 2018, le Parti national de Hong Kong (HKNP), créé par Andy Chan Ho-tin a été interdit par les autorités chinoises. C'est la première fois qu'un parti politique est formellement interdit depuis le 1er juillet 1997.

## Gouvernement
Hong Kong a un régime administratif spécial qui fournit des garanties constitutionnelles pour pouvoir instaurer une politique de "un pays, deux systèmes". Le gouvernement est libéral pour ce qui concerne l'économie mais le suffrage universel n'existe pas, sauf pour les élections municipales.